# Skalka pod Kaní horou
Skalka pod Kaní horou je přírodní památka poblíž obce Žulová v okrese Jeseník. Oblast spravuje Agentura ochrany přírody a krajiny ČR. Důvodem ochrany jsou nejtypičtěji a nepravidelněji vyvinuté izolované žulové skály na území žulovského plutonu, na nichž je možno studovat vliv puklinatosti žuly na zvětrávání a morfologii.